# Daniela Filipiová
Daniela Filipiová, češka političarka in arhitektka, * 9. avgust 1957.
Med 23. januarjem in 8. majem 2009 je bila ministrica za zdravje Češke republike.